# Wa (folk)
 For alternative betydninger, se Wa. (Se også artikler, som begynder med Wa)
Wa (eller Va eller Parauk; egenbetegnelse: Ba rāog; kinesisk: 佤族, pinyin: Wǎzú) er en af de 56 offentlig anerkendte folkeslag i Folkerepublikken Kina. Det er også godt repræsenteret i det nordlige Burma.
Ifølge den kinesiske folketælling i år 2000 er de 396.610 personer i landet. De lever for det meste i provinsen Yunnan i det sydvestlige Kina, i kompakte landsbyer i amter i den sydlige del af provinsen, som Ximeng (på Wa-sproget: Mēng Ka eller Si Moung), Cangyuan, Menglian (Gaeng Līam), Gengma (Gaeng Mīex eller Gaeng Māx), Lincang (Mēng Lām), Shuangjiang (Si Nblāeng eller Mēng Mēng), Zhenkang og Yongde.
I Burma bor de hovedsageligt langs grænsen til Kina, og i staten Shan langs den burmesiske grænse til Thailand. I Burma er der mellem 600.000 og 1.000.000 af dem. Wa-folkets hovedby i Burma er Panghsang.
Fra Burma er de bedst kendt som separatistbevægelse og deres United Wa State Army. Efter en våbenhvile med regeringsstyrkerne i 1989 nyder de udstrakt autonomi i den såkaldte «Wa Special Region 2», som også går under navnet Wa-staten.
De fleste wa-folk er animister, men buddhisme og kristendom er også udbredt.
Frem til 1970'erne var de kendte som hovedjægere, og de opsatte de dræbtes hoveder på pæle ved landsbyenes indgange. Det lykkedes aldrig den britiske kolonialmagt at etablere sig i wa-folkets områder.